# Радніце
Радніце (чеськ. Radnice; нім. Radnitz) — місто в Чехії, в окресі Рокицани в Пльзеньському краї. В місті мешкає приблизно 1900 жителів.

## Географія
Радніце знаходиться в окресі Рокицани Пльзеньского краю.
Радніце розташоване приблизно за 13 кілометрів на північ від Рокицан і за 19 км на північний схід від Пльзеня. Місто знаходиться на Плайській височині. Найвища точка — пагорб Ровничка на висоті 502 м над рівнем моря. Через місто протікає Радніцький струмок.Поруч з містом також є всесвітньо важливе палеонтологічне місце Овчін-у-Радніц у формі занедбаної скам'янілого кар'єру з великими покладами великої кількості скам'янілостей, переважно рослин.

## Історія
Перша письмова згадка про село датується 1336 роком (згадується як Radnicz), коли король Богемії Ян І Сліпий продав село Петру з роду Рожмберків. У 1418 році Радніце отримало привілей від Олджріха ІІ з Рожбмерку, який скасував відумерлу спадщину — майно померлого, яке не переходить до його спадкоємців. У 1478 році Радніце викупили Ярослав і Здеслав зі Штернберка. Так Штернберги (або Штернберки) вперше стали пов'язаними із Радніце. Однак, наприкінці 15 століття Штернберки продали Радніце Пешикам з Комарова.
За правління Пешиків вперше відбулося розділення міста на дві частини між членами родини. Приблизно перед 1541 роком Радніце отримав Дрслав Чернін з Худениць. Хоча на деякий час місто було об'єднано, пізніше воно знову мало двох володарів. Вперше також відбулося об'єднання з бржезінським володінням. У 1547 році радніцьким торговцям вдалося отримати самоврядування.
У 1570 році Радніце було офіційно надано імператором Священної Римської імперії Максиміліаном II статусу міста. Після битви на Білій горі, Радніце було конфісковано в роду Черніних з Худениць і передано Яну з Кленового та Яновиць. Є відомості з 16 століття, що в місті видобувалось вугілля, як відкритим способом, так і на невеликій глибині. Видобуток припинився в 1986 році.
Під час Тридцятилітньої війни місто кілька разів було розграбоване. Після цього власники Радніце змінювались кілька разів. За правління Людмили Констанції Бубнової з Літиць і її чоловіка чеським архітектором Якубом Ауґустоном була перебудована церква святого Вацлава в бароковому стилі. Пізніше місто успадкував племінник Людмили, Ян Вацлав. За його часів на горі над містом була збудована хресна дорога, що закінчувалась каплицею Діви Марії, яку спроектував відомий чеський архітектор Кіліан Ігнац Дінценгофер.
У 1758 році місто отримав Ян Непомук Штернберг. Під час його правління тут часто розміщувалися військові загони. У 1790 році власником став Яхим Штернберг, який у 1806 році привів сюди відомого чеського просвітителя Антоніна Ярослава Пухмайєра як священника. У цьому регіоні також діяли інші видатні патріоти: чеський поет Шебастіан Гнєвковський, чеський католицький священник та письменник Войтєх Неєдлий, чеський художник і графік Войтєх Седлачек, а також часто приїжджали Ян Неєдлий, чеські славісти Йозеф Юнгман та Йозеф Добровський.
В цьому регіоні також виникла ідея пропагувати чеську мову та літературу за допомогою читацьких товариств. Перше таке товариство виникло в 1818 році у Радніце за сприяння графа Каспара фон Штернберга, який успадкував місто у 1808 році після смерті брата Яхима. У 1893 році до Радніце була продовжена залізнична лінія Храст-Ступно.
У доповідній записці ЦРУ від листопада 1953 року повідомлялось, що у Радніце будувався комплекс казарм, що складався із 6 будівель. Також повідомлялось, що до проєкту були залучені 200-300 працівників, і що будівництво планувалось завершити до кінця 1953 року. 

## Економіка
Раніше у Радніце були скляні заводи, металургійні заводи, видобувалися інші корисні копалини та вироблялася чеська сірчана кислота, відома як олеум, а також інші хімікати та добрива. Зокрема, між Першою та Другою світовими війнами у Радніце діяли два скляні заводи та два пивоварні заводи. У доповідній записці ЦРУ від серпня 1952 року повідомлялось, що у Радніце був фармацевтичний завод, який виробляв пеніцилін.
Наразі у Радніце діє рибопромислове підприємство, що займається риборозведенням; дві мініпивоварні, водогосподарська компанія, що надає послуги з обслуговування водогосподарської інфраструктури, проєктної діяльності та будівництва у сфері водного господарства, компанія з виробництва вентиляційних систем, фільтрів для повітря та освітлювальних пристроїв, компанія з виробництва паливних дерев'яних пелетів, брикетів, паливних дров для камінів, розпалювальних трісок; деревообробна компанія, та кінологічна компанія. Крім того, у місті є кафе, ресторани та готелі, крамниці, аптеки, а також надаються послуги з перевезення. У місті також працює поліклініка.

## Транспорт
У Радніце є залізнична станція, яка є початковою/кінцевою станцією на залізничному маршруті Пльзень-Радніце.

## Освіта
У Радніце працює початкова школа та дитячий садок. Крім того, у місті діє громадська організація для дітей та молоді Junák, яка організовує зустрічі, поїздки, заходи та табори.

## Демографія
| рік                | 1869 рік | 1880 рік | 1890 рік | 1900 рік | 1910 рік | 1921 рік | 1930 рік | 1950 рік | 1961 рік | 1970 рік | 1980 рік | 1991 рік | 2001 рік | 2011 рік | 2021 рік |
| ------------------ | -------- | -------- | -------- | -------- | -------- | -------- | -------- | -------- | -------- | -------- | -------- | -------- | -------- | -------- | -------- |
| Населення          | 3034     | 3021     | 2739     | 2739     | 2258     | 2513     | 2478     | 2021     | 2220     | 2064     | 1864     | 1729     | 1699     | 1747     | 1748     |
| Кількість будинків | 307      | 327      | 301      | 309      | 343      | 344      | 424      | 467      | 482      | 480      | 465      | 534      | 550      | 589      | 603      |

За даними Чеського статистичного управління від 17 квітня 2024 року в Радніце проживають 1857 осіб, з яких 960 — чоловіків і 897 — жінок. Середній вік мешканця Радніце — 42,8.

## Цікаві місця
- Замок на площі, побудований близько 1673 року, нинішній вигляд — після 1719 року.
- Церква св. Вацлава — барокова споруда 1720 р. за проєктом Якуба Ауґустона
- Каплиця Відвідин Діви Марії — барокова будівля, ймовірно, спроектована Кіліаном Ігнацом Дінтценгофером
- Каплиця Св. Розалії, вважається збудованою у 1713 році
- Синагога — класицистична будівля останньої чверті XVIII ст., після 1945 р. переобладнана під автомобільну майстерню, відновлена в 1992—2002 рр.
- Єврейський цвинтар на 1,5 км на схід від міста.
- Статуя св. Яна Непомуцького
- Хрест на шляху до св. Барбара
- Скульптура П'єта на дамбі ставка
- Статуя св. Флоріана на полях на південь від міста
- Меморіальна дошка Йозефу Корженському на будівлі колишньої школи, він працював там учителем-початківцем у 1867—1871 роках, відповідальний за важливі палеонтологічні відкриття в прилеглих вугільних кар'єрах
- Овчін-у-Радніц, затоплена вугільна шахта, важливе палеонтологічне місце

|                    |
| Церква св. Вацлава |

|                     |
| Каплиця св. Розалії |

|          |
| Синагога |

|               |
| Музей Радніце |

|                     |
| Статуя св. Флоріана |

|                  |
| Культурний центр |

|                             |
| Каплиця Відвідин Діви Марії |

## Відомі люди
- Айзек Меєр Вайз (1819—1900) — американський реформістський рабин і письменник, був рабином або релігійним інструктором у Радніце 1843—1846
- Франтішек Фішер (1889—1957) — академічний живописець і реставратор, уродженець Радніце
- Ян Франтішек Гаєк (1895—1953) — легіонер і офіцер, командир бронепотяга Орлік на Транссибірській залізниці, уродженець Радніце
- Божена Каменіцька (1898—1996) — народна цілителька, працювала в Радніце.
- Йозеф Корженський (1847—1938) — учитель у Радніце, мандрівник
- Вацлав Котва (1922—2004) — педагог, актор, уродженець Радніце
- Антонін Ярослав Пухмаєр (1769—1820) — священник у Радніце, письменник
- Габріела Рубалова (1843—1922) — оперна співачка в Австралії, уродженка Радніце
- Каспар, граф Штернберк (1761—1838) — підтримував освіту в Радніце